# Tulipa cypria
Tulipa cypria là một loài thực vật có hoa trong họ Liliaceae. Loài này được Stapf ex Turrill miêu tả khoa học đầu tiên năm 1934.